# Технописец
Технописец е лице, чиято професия е да проектира, създава и поддържа техническа документация. Това понятие включва онлайн помощ, потребителски ръководства, бели книги, проектни спецификации, системни ръководства и други видове документи.
Инженери, учени и специалисти от други професии също могат да се занимават с технопис и обикновено предоставят своята работа на професионални технописци за коригиране, редактиране и форматиране. Технописците произвеждат техническа документация, предназначена за техническа, бизнес и потребителска аудитория.

## Необходими умения
Освен солидни проучвателски и езикови умения технописецът трябва да има опит в:
- Информационен дизайн
- Информационна архитектура
- Създаване на материали за обучение
- Илюстрация
- Типография

Добрият технописец създава документи, които са точни, пълни, недвусмислени и доколкото е възможно – кратки. Създаваните документи могат да бъдат в различни форми: печатни, интернет базирани или в друг електронен вид, учебни материали, сценарии.

## Квалификация
Нормално е технописците да притежават комбинация от технически и езикови умения. Те може да имат сертификационна степен по технически комуникации. Много технописци преминават през различни области на науката и техниката, често след изучаване на необходимите умения в курсове по техническа комуникация.
Един добър технописец е в състояние да усвоява, създава и представя техническата материя по стегнат и ефективен начин. Той може да се специализира в определена област. Например API технописците работят главно с документация на приложно-програмни интерфейси, други се специализират в електронната търговия, производствената сфера, науката или медицинските документи.

## Методология
За да създаде технически документ, технописецът трябва да разбира аудиторията и целта. Той събира информация чрез изучаване на съществуващи материали и от експерти в съответната област. Технописецът също така изучава аудиторията, за да се запознае с нейните нужди и ниво на техническо разбиране.
Добре оформеният документ трябва да следва определени насоки. В зависимост от носителя техническата документация се получава в различни стилове и формати. Печатната и онлайн документация по необходимост се различават, но съблюдават до голяма степен идентични насоки като текст, информационна структура и стилово оформяне. Обикновено технописецът следва описани в стандарт насоки за формат. В САЩ технописците най-често използват Чикагското ръководство по стил (CMS). Много компании имат насоки за вътрешнофирмен стил като употребата на лого, фирмено брандиране и други аспекти на корпоративния стил. Типичен пример е Ръководството на Майкрософт за стил на технически публикации.
Инженерната и в частност свързаната с отбраната и аерокосмическите проекти документация често следва национални и международни стандарти като ATA100 за гражданската авиация или S1000D за отбранителни платформи.

## Среда
Технописците често работят като част от екип за писане или за развитие на проект. Най-често технописецът завършва чернова, която предава на експерт от съответната област за „техническа редакция“ – преглед за прецизност и пълнота. В някои случаи авторът или друг технописец тества документа с хора от тези, за които той е предназначен. В проектния екип технописецът създава цялостната документация на проекта, докато другите членове работят в останалите области на проекта. Например инженерите проектират и обединяват системата, докато технописецът изготвя ръководствата, които я допълват.

## Растеж в кариерата
Технописецът няма стандартен път на кариерен растеж, но може да премине в проектния мениджмънт над останалите технописци. Той може да напредне в позицията на старши технописец, оперирайки със сложни проекти или малки екипи технописци и редактори. В по-големи групи като мениджър по документацията той може да управлява многобройни екипи и проекти.
Технописецът може също така да специализира в други технически области, например анализ на качеството на софтуер или бизнес анализ. Технописец, който става експерт в предмета на дадена област, може да премине от технопис към работа в тази област.